# Ђовани Ђустинијани Лонго
Ђовани Ђустинијани Лонго (грч. Ιωάννης Ιουστινιάνης, лат. Ioannes Iustinianus Longus) је био италијански (ђеновљански) ратник и војсковођа, кога је византијски цар Константин Драгаш (1449—1453) поставио на чело византијских снага током османске опсаде Цариграда, у пролеће 1453. године. Под његовим вођством, одбијено је неколико напада на град, а он сам је својом појавом подизао морал бранилаца и одржавао одбрану града. У завршним борбама, током јутра 29. маја, он је рањен, након чега је на своје инсистирање, а противно претходном договору са царем, повучен у град. То је изазвало пометњу међу браниоцима, што су Османлије искористиле да потпуно сломе њихов отпор и заузму град.

## Биографија
Ђовани је рођен око 1418. године у ђеновљанској трговачкој породици са Хиоса, а током свог живота по европским бојиштима је постао прекаљени ратник.

### Опсада Цариграда
Он је о свом трошку окупио 700 искусних војника и на две лађе је допловио у Цариград 29. јануара 1453. године. Византијски цар Константин Драгаш је прихватио његову помоћ и поставио га за команданта одбране, пошто је био најискуснији војни заповедник међу браниоцима. Такође му је доделио титулу протостратора и обећао острво Лемнос, око кога су се дуго сукобљавали Ђеновљани и Млечани, као награду.
Опсада града отпочела је почетком априла, а током наредна два месеца, снаге предвођене Ђустинијанијем, који се борио у првим редовим, одбиле су неколико великих османских јуриша.
Завршни напад на град отпочео је 29. маја након поноћи, а прва два османска јуриша (нередовних трупа и азијских трупа) браниоци су одбили. У рану зору, отпочео је трећи јуриш који су извели јаничари. После тешких борби, њихов напад је практично одбијен, када је дошло до пробоја кроз Керкопорту. Отомански одред је брзо неутралисан и браниоци су повратили контролу над капијом, када је Ђустинијани рањен. Иако је претходне ноћи направљен договор да неће бити повлачења у град, већ да ће се до последњег човека борити пред градским бедемима, Ђустинијани је инсистирао код византијског цара, који се борио уз њега, да му отвори капију и пусти у град. Пошто Драгашеве молбе да остане на бојишту нису уродиле плодом, капија му је отворена и неколицина сабораца је унела Ђустинијанија у град.
Околни Ђеновљани су његово уношење у град схватили као крај битке и почели су да се повлаче кроз капију. Њихов покрет је изазвао пометњу у одбрани, а Османлије су је искористиле за поновни удар. У борбама које су уследиле, ослабљени браниоци су савладани и Османлије су продрле у град, који су убрзо заузеле. У близини Романове капије, погинуо је последњи византијски цар Константин Драгаш у покушају да заустави продор у град, док је Ђустинијани однет на брод и пребачен на Хиос. Неколико дана касније је преминуо на острву од последица рањавања.
Савремени извори се разилазе око детаља везаних за његово рањавање и смрт, али се слажу око основних црта приче. Приче се разилазе од начина, преко места, до тежине рањавања и разлога за напуштање бојишта. Данас се сматра да је преминуо на Хиосу, иако неки од савременика наводе да је преминуо у Галати.